# MooTools
MooTools est un framework JavaScript libre, compact, modulaire et orienté objet.
Grâce à un ensemble de classes et de fonctions compatibles avec les navigateurs web les plus utilisés, MooTools offre une réponse aux problématiques du développement de Rich Internet Applications.
L'ensemble de la bibliothèque est contenu dans un fichier JavaScript unique. Lors du téléchargement à partir du site officiel, il est possible de spécifier les composants à inclure et de choisir un type de compression pour ce fichier. Le poids du fichier est donc réduit au strict nécessaire, le transfert et le chargement de la bibliothèque dans le navigateur en sont accélérés.
MooTools rassemble des fonctionnalités que l'on trouve chez Script.aculo.us et Prototype, notamment plusieurs classes dédiés à AJAX, aux animations graphiques ou au glisser-déposer. MooTools bénéficie d'une communauté active qui a développé de nombreux plugins et qui assure le support de cette bibliothèque, disponible sous licence MIT.